# Nupedia
Nupedia – projekt encyklopedii internetowej, utworzony przez Jimmy’ego Walesa i finansowany przez firmę Bomis. Redaktorem naczelnym Nupedii był Larry Sanger. Nupedia istniała od 9 marca 2000 do 26 września 2003. Uważana za prekursorkę Wikipedii.
Cechą charakterystyczną Nupedii był 7-stopniowy proces redakcyjny, którego celem było stworzenie haseł o jakości porównywalnej z komercyjnymi encyklopediami. Przez cały okres swojego istnienia Nupedia stworzyła 25 artykułów, które przeszły przez proces redakcyjny aż do wersji ostatecznej, a także 3 artykuły w wersjach zbliżonych do finalnych. 74 artykuły Nupedii były nieukończone i znajdowały się w wersjach roboczych o różnym stopniu zaawansowania.
Nupedia była próbą stworzenia encyklopedii na zasadach wolnej dokumentacji. Początkowo jej treść była opublikowana na Nupedia Open Content License, a od stycznia 2001 GNU Free Documentation License. W odróżnieniu od Wikipedii, artykuły Nupedii były tworzone i analizowane wyłącznie przez zarejestrowanych ekspertów.
Nupedia to także nazwa oprogramowania, które było wykorzystywane w ramach tego serwisu internetowego.

## Proces redakcyjny
1. Wyznaczenie zadania
2. Szukanie głównego recenzenta
3. Recenzja główna
4. Recenzje otwarte
5. Główne redagowanie tekstu
6. Otwarte redagowanie tekstu
7. Ostateczne zatwierdzenie i opatrzenie znacznikami